# Liste der argentinischen Botschafter in Deutschland
Der argentinische Botschafter in Berlin vertritt die Regierung in Buenos Aires bei der Regierung Deutschlands. Sein Arbeitsplatz ist die argentinische Botschaft in Berlin.

## Argentinische Gesandte im Deutschen Reich
- 1902–1905: Vicente Gaspar Quesada
- 1928–1938: Ernesto Restelli (1884–1939), Geschäftsträger: Eduardo Labougle Carranza
- 1939–1942: Ricardo Olivera
- 27. Januar 1944 Abbruch der Beziehungen durch Geschäftsträger Luis Santiago Luti[1]

## Argentinische Botschafter in der Bundesrepublik Deutschland
- 1952–1956: Luis Herman Irigoyen
- 1956–1957: Eduardo Labougle Raúl de Labougle Carranza
- 1957–1958: Carlos Indalecio Gomez
- 1958–1959: Hector D’Andrea
- 1959–1963: Gualterio Enrique Ahrens
- 1964–1970: Luis Herman Irigoyen
- 1971–1973: Enrique José Luis Ruíz Guiñazu
- 1973–1975: Rafael Maximiliano Vasquez
- 1976–1978: Enrique José Luis Ruíz Guiñazu
- 1978–1984: Roberto Guyer
- 1984–1989: Hugo Boatti Ossorio
- 1989–1991: Carlos Alfredo Mandry
- 1991–1994: Roberto Guyer
- 1994–1998: Carlos Oscar Keller Sarmiento
- 1998–2000: Andrés Guillermo Pesci Bourel
- 2000–2006: Enrique José Alejandro Candioti
- 2008: Guillermo Nielsen
- 2010: Victorio Taccetti
- 2013, 6. September: Daniel Adán Dziewezo Polski
- 2018, 8. März: Edgardo Mario Malaroda[2]
- 2019, 11. September: Pedro Raúl Villagra Delgado[3]
- 2023, 17. Januar: Fernando Brun[4]

## Argentinische Botschafter in der Deutschen Demokratischen Republik
- 1974–1975: Osvaldo Guillermo Garcia Piñero[5]
- 1976: Carlos Gustavo Lerena
- 1976–1978: Ruben Antonio Vela
- 1979–1981: Fernando Augusto Terrera
- 1982–1985: Enrique José Alejandro Candioti
- 1986–1988: Alfredo Cipriano Pons Benítez
- 1989–1990: Andrés Guillermo Pesci Bourel[6]